# Mike Peters (musicista)
Michael Leslie Peters, meglio noto come Mike Peters (Prestatyn, 25 febbraio 1959 – Dyserth, 29 aprile 2025), è stato un musicista gallese, fondatore e frontman della rock band The Alarm.
Dopo lo scioglimento del gruppo nel 1991 intraprese la carriera solista, continuata anche in seguito al ritorno sulle scene dei The Alarm nel 2000.

## Biografia

### Inizi e The Alarm
Grande ammiratore di David Bowie e Woody Guthrie, iniziò fin da giovane a suonare con alcuni amici (tra cui il futuro bassista dei The Alarm Eddie MacDonald) nella sua città natale di Prestatyn. Tuttavia, pur avendo calcato le scene già dalla seconda metà degli anni settanta con il gruppo The Toilets, la vera svolta per Peters si verificò nel 1981 quando, insieme a Eddie MacDonald, Dave Sharp e Nigel Buckle Twist, formò la rock band The Alarm (lo stesso nome della canzone Alarm Alarm scritta dallo stesso Peters al tempo dei The Toilets). Il gruppo firmò poco dopo a Londra il suo primo contratto discografico con l'etichetta IRS e nel novembre 1981 uscì il primo singolo Unsafe Building. Durante la carriera con i The Alarm, contribuì notevolmente al successo commerciale della band, componendo (insieme a MacDonald soprattutto), alcune tra le canzoni più famose del gruppo, come 68 guns, Blaze of Glory, Spirit of '76 e Rescue me, fino allo scioglimento della band nel 1991.

### Carriera solista e reunion dei The Alarm
In seguito allo scioglimento dei The Alarm Peters, intraprese la carriera solista, pubblicando numerosi album, tra i quali Breathe, Feel Free (1996) e Rise (1998). A partire dal 2000 comunque, Peters tornò sulle scene con il suo storico gruppo, The Alarm, dove tuttavia, si ritrovò ad essere l'unico membro originario; la formazione storica si riunì infatti una sola volta, in occasione della pubblicazione delle VH1 series "Bands reunited". Contemporaneamente comunque, egli collaborò anche con il supergruppo Dead Man Walking (comprendente anche Glen Matlock, storico bassista dei Sex Pistols) e nel 2010 con la band The Mascaleros, fondata da Joe Strummer.

### Salute e decesso
Peters ha combattuto contro il cancro per tre decenni. Gli fu diagnosticato un linfoma per la prima volta nel 1995. Nel 1996, Peters guarì dal cancro linfatico, e ricominciò a registrare e andare regolarmente in tournée. Nel 2005, scoprì di soffrire di leucemia linfatica cronica. In questo periodo, co-fondò la Love Hope Strength Foundation con James Chippendale, un altro paziente affetto da leucemia, presidente della CSI Entertainment di Dallas. Dopo essere entrato in remissione, apparve in un documentario per BBC Wales che raccontava la sua battaglia contro il cancro. Il documentario fu pubblicato nel 2006 con il titolo Mike Peters on the Road to Recovery e parte del ricavato fu devoluto alla sua fondazione.
Nel settembre 2022, annunciò che la sua leucemia linfatica cronica era recidivata e che era in cura con chemioterapia presso il North Wales Cancer Centre. Nel settembre 2024, Peters fu dichiarato in remissione dalla sindrome di Richter a seguito di una sperimentazione clinica presso il Christie NHS Foundation Trust di Manchester. Nel dicembre 2024, riferì di non essere riuscito a raggiungere la remissione completa e intraprese la terapia con cellule T recettoriali chimeriche all'inizio del 2025.
Peters morì il 29 aprile 2025 all'età di 66 anni, a causa delle complicanze della malattia.